# Família Grando
A família Grando presente  na comuna de Arsié, Província de Beluno,  norte da Itália e em outros distritos do município, é originária da França, mais precisamente do sul, na região da Catalunia francesa.
As notícias históricas remetem a emigração para a Itália e outros paises europeus ao fim de 1600 devido a graves desordens na zona de origem.
Porque da emigração Arsié, e mais genericamente todo o território norte e nordeste italiano, foi terra de grandes emigrações devido a ser território prevalentemente montanhoso que não permitia um adequado sustento da numerosa prole,terra fraca e frustrações nas colheitas.
Naquelas épocas praticamente a única forma de sobrevivência era a agricultura do solo. O fracionamento da terra entre os vários filhos, aliado ao clima áspero, produzia insuficiência de recursos para matar a fome dos habitantes.
A única esperança de sobrevivência era a emigração.
Mais de cento e vinte imigrantes italianos da família Grando tiveram entrada no Brasil no final do século XIX principalmente após 1888, segundo o "Projeto Imigrantes" ,  a maioria se fixou na Serra Gaúcha. No Rio Grande do Sul também praticamente eram oriundos de Arsié, Frazione (distrito), di Rocca e Fastro ou em alguma comunidade entorno. Dentre estes estavam os Grando, imigrantes da Província de Treviso ( Codogné) que chegaram também da Itália para colonizar as terras de  Cerquilho e região no Estado de São Paulo.Se encontravam presentes tambem  em outras comunidades do Friuli .